# Ljudevit Modec
Ljudevit Modec (Križevci, 19. srpnja 1844. – Zagreb, 2. siječnja 1897.) bio je hrvatski učitelj i pedagog, prvi moderni hrvatski metodičar.
Rođen je u Križevcima 19. srpnja 1844. godine. Osnovnu školu pohađao je u Križevcima, a srednju školu u Varaždinu. U Pragu je završio Učiteljsku školu. Radio je kao učitelj u Zagrebu – na kaptolskoj osnovnoj školi, učiteljskoj školi, te na višoj djevojačkoj školi. Od 1874. do 1890. godine bio je ravnatelj učiteljske škole u Zagrebu, a od 1890. do 1893. u Petrinji. Tijekom 1871. godine Modec je bio angažiran u osnivanju Hrvatskog pedagoško-književnog zbora. Taj Zbor osnovan je 30. rujna 1871. godine sa svrhom širenja strukovnog i općeg obrazovanja hrvatskih učitelja i promicanja interesa hrvatske pučke škole. Bio je njegovim predsjednikom u dva navrata.
Pisac je udžbenika, metodičkih priručnika i stručnih rasprava, urednik Pedagogijske enciklopedije (od 1895.) i koautor Novoga rječnika hrvatskoga i njemačkoga jezika (1869. – 1870.). Posebnost Modecova metodičkog rada očitovala se u tome što je primjenjivao teološki i herbartovski pedagoški pristup, pri čemu se češće opredjeljivao za teološki pristup. Takav pristup prepoznao je kao sredstvo za kvalitetan razvoj individualnog morala.

## Djela
- Liljan: zabavnik za mladež, ur. Ljudevit Modec, Upravljajući odbor učiteljske »Zadruge«, Zagreb, 1866.
- Domaći prirodopis u pučkoj učioni, Zagreb, 1866.
- Rukovodnik za risanje zemljovida, Zagreb, 1867.
- Prirodopis za mladež, Zagreb, 1867.
- Novi rječnik hrvatskoga i njemačkoga jezika / Worterbuch der kroatischen und deutschen Sprache, za porabu pravnika, činovnika, učitelja, trgovaca i obrtnika itd., po najnovijih izvorih sastavio Ivan Filipović uz sudjelovanje Gj. Deželića, Lj. Modca i Gj. Šimončića, Naklada knjižare L. Hartmana, Zagreb, 1869. - 1875.
- Zbirka uzoraka za obuku u risanju narodnih škola, Zagreb, 1872.
- Prirodopis ptica, Zagreb, 1873.
- Prirodopis sisara, Zagreb, 1873.
- Geometrijsko oblikoslovje za porabu u gradjanskih i pučkih školah, Zagreb, 1875.
- Razvitak metoda u čitanju i pisanju, Zagreb, 1876.
- Početnica za obće pučke škole, Zagreb, 1881.
- Rukovodnik za početnicu i bukvar, Zagreb, 1884.
- Povjestne crtice o kraljevskoj preparandiji u Zagrebu, Zagreb, 1885.
- Pedagogijska enciklopedija, ur. Stjepan Basariček, Tomislav Ivkanec, Ljudevit Modec i Milan Pejnović, Hrvatski pedagoško-književni zbor, Zagreb, 1895. - 1906.
- Poslovna pisanka za pučke škole, autori Ljudevit Modec i Milan Rogulja, svesci 1-15, Kugli i Deutsch, Zagreb, 1890.
- Gdje je istina, a gdje neistina?, Odgovor na brošuru „Gdje je istina” Stjepana Korenića, katekete u zagrebačkom ženskom liceju, Knjigotiskara i litografija C. Albrechta, Zagreb, 1894.